# Maurice Blondel
Maurice  Édouard Blondel, född 2 november 1861 i Dijon, död 4 juni 1949 i Aix-en-Provence, var en fransk dialektisk filosof. Blondel sökte etablera en riktig relation mellan självständiga filosofiska resonemang och kristendomen. Han formulerade en "handlandets filosofi", som i en kristen religionsfilosofisk kontext integrerade klassiska nyplatonistiska tankar med modern pragmatism. Mest känd är avhandlingen L'Action från 1893, som föregrep diskussioner och tankar som senare blev viktiga i fransk existentialism. I sina senare verk tog Blondel även upp teman inom katolsk filosofi.
Blondel menar, att människan i sina handlingar överskrider sig själv och strävar mot det absoluta. Människans längtan efter det oändliga kan dock endast uppfyllas av Gud. 
Blondel var professor i Aix-en-Provence från 1897 till 1927.
Tillsammans med Lucien Laberthonnière och Edouard Le Roy lade Blondel den filosofiska grunden som de mer teologiskt inriktade modernisterna, som George Tyrrell och Alfred Loisy. Han försökte hitta ett nytt försvar för den kristna tron, en ny apologetik, som utgick från människans inre upplevelser snarare än logiska bevis för Guds existens.

## Biografi
Blondel föddes i Dijon 1861. I hans familj hade juridik varit den vanligaste yrkesbanan men Blondel valde tidigt filosofin. 1881 kom han in på École Normale Supérieure i Paris, och 1893 lade han fram sin avhandling L'Action (franska för "handling"). Han fick dock ingen anställning som lärare eftersom hans filosofiska slutsatser ansågs vara "för kristna" och därför "kompromissande" i sina filosofiska resonemang. 1985 fick han dock med hjälp av en tidigare lärare en anställning i Lille, och kort därefter i Aix-en-Provence.
L'action, utkommen 1893, anses ibland vara hans huvudsakliga verk. Där utvecklade Blondel en "handlandets filosofi" som knöt ihop klassiska nyplatonistiska tankegångar med modern pragmatism inom ramarna för kristen religionsfilosofi. Han menade att enbart handling aldrig kunde tillfredsställa människans längtan efter det oändliga, utan detta kan endast uppfyllas av Gud.
Hans följande arbeten, Lettre sur les exigences de la pensée contemporaine en matiere d'aplogétique et sur la méthode de la philosophie dans l'étude du probleme religieux (1986, vanligen kallat La Lettre, "Brevet"), och Histoire et dogme, les lacunes philosophiques de l'exégèse moderne (1904, brukar förkortas Histoire et dogme – "Historia och dogm") anknöt också till religionsfilosofiska problem. Särskilt efter att den sistnämnda publicerades väckte de stor uppmärksamhet och motstånd, vilket blev en del av den katolska moderniststriden. Påve Pius X:s encyklika Pascendi dominici gregis behandlade det modernistiska hotet mot katolskt tänkande, och hade delvis Blondel som måltavla. Encyklikan kallade Blondels sätt att försvara tron, genom att de mänskliga erfarenheterna visar att Gud är det enda svaret på  människans längtan, för immanentism.
Blondel fick senare stort inflytande på det katolska tänkandet, särskilt genom teologerna inom Nouvelle théologie såsom Henri de Lubac.
Blondels hustru dog 1919, och 1929 gick han i pension av hälsoskäl. Han fortsatte dock att publicera verk ända till 1946, tre år innan han avled vid 84 års ålder.